# Allée de Cérès-et-de-Flore
L'allée de Cérès-et-de-Flore est une voie de circulation des jardins de Versailles, en France.

## Description
L'allée de Cérès-et-de-Flore débute à l'ouest sur l'allée Saint-Antoine et se termine environ 820 m à l'est contre l'Opéra royal du château de Versailles, à l'extrémité de l'aile Nord du château de Versailles.
Elle est bordée au Nord par les bosquets de l'Arc-de-Triomphe, des Trois-Fontaines, du Théâtre-d'Eau, de l'Étoile, de l'Obélisque et au Sud par le parterre du Nord et les bosquets des Bains-d'Apollon, du Dauphin, de l'Encelade.
L'allée de Cérès-et-de-Flore croise enfin l'allée d'Eau, l'allée de l'Été, l'allée du Printemps et l'allée d'Apollon.